# Stopplaats Oudesluis
Stopplaats Oudesluis, ook bekend als De Oudesluis (geografische afkorting Osl), is een voormalige stopplaats in Nederland aan de staatslijn K tussen Amsterdam Centraal en Den Helder. De stopplaats was geopend van 28 februari 1867 tot 15 mei 1938 en van 1 juni 1940 tot 15 april 1949. Het haltegebouw uit 1867 werd in 1950 gesloopt.